# CREST-syndroom
CREST-syndroom is de benaming voor een uitingsvorm van systemische sclerose. CREST is een acroniem van de (Engelse) termen voor
- Calcinose - verkalkingen in en onder de huid
- Raynaudfenomeen - aanvallen die gepaard gaan met eerst witte, dan blauwe, dan rode verkleuring van de handen.
- Oesofagusdysmotiliteit - slokdarmklachten van slecht zakken van voedsel, zuurbranden en  slikproblemen (dysfagie)
- Sclerodactylie - scleroderme veranderingen aan de vingers (verharding van de huid, spitse vingertoppen, droge nagelriemen, wondjes)
- Teleangiëctasiën - rode naevus-araneusachtige vlekken op de huid (vooral in het gezicht), of in de mond.

Niet alle kenmerken hoeven altijd aanwezig te zijn, en er kunnen nog meer symptomen zijn. Daarom wordt als alternatieve benaming de term limited scleroderma oftewel beperkte sclerodermie gepropageerd.
In het bloed zijn geregeld antinucleaire antistoffen aantoonbaar. Bij 82-96% van de patiënten zijn antistoffen tegen centromeren aantoonbaar.
Vergeleken met systemische sclerose is bij het Crest-syndroom het beloop milder: de symptomen zijn minder ernstig en ze breiden zich minder snel uit. Sclerose is meestal beperkt tot handen en gelaat.